# Shawn Ashmore
Shawn Ashmore Robert (født 7. oktober 1979 i Richmond, British Columbia), er en canadisk skuespiller.
Han fik sin første rolle i en episode af serien Katts and Dogs (1989), kun 10 år gammel. Men det var som 14-årig at Hollywood virkelig fik øjnene op for Ashmore, da han fik hovedrollen i Guitarman (1994), instrueret af Will Dixon.
I den anden Marvel film X2: X-Men United (2003), fik han sit gennembrud, selv om han havde en birolle i den allerførste X-Men-film (2000).
Han er tvillingebror til Aaron Ashmore.

## Filmografi

### Film
- Married to It (1991) – Student in Pageant
- Gross Misconduct (1993) – Young Brian 'Spinner' Spencer
- Guitarman (1994) – Waylon Tibbins
- Long Island Fever (1995) - Donny
- Promise the Moon (1997) – Leviatus Bennett
- Any Mother's Son (1997) – Billy
- Melanie Darrow (1997) – David Abbott
- At the Mercy of a Stranger (1999) – Danny
- Dear America: The Winter of Red Snow (1999) – Ben Valentine
- X-Men (2000) – Bobby Drake / Iceman
- The Big House (2001) – Trevor Brewster
- Blackout (2001) – First Son
- Wolf Girl (2001) – Beau
- Aces (2002)
- Past Present (2002) – College Kid
- Cadet Kelly (2002)– Cadet Major Brad Rigby
- X2: X-Men United (2003) – Bobby Drake / Iceman
- My Brother's Keeper (2004) – (Stand-In for Aaron Ashmore)
- Underclassman (2005) – Rob Donovan
- 3 Needles (2005) – Denys
- Terry (2005) – Terry Fox
- The Quiet (2005) – Connor Kennedy
- X-Men: The Last Stand (2006) – Bobby Drake / Iceman
- Solstice (2008) – Christian
- The Ruins (2008) – Eric
- Frozen (2010) – Joe Lynch
- Mother's Day (2011) – George Barnum
- The Day (2011) – Adam
- Mariachi Gringo (2012) – Edward
- The Barrens (2012) - Dale
- Breaking The Girls (2012) - Eric Nolan
- X-Men: Days of Future Past (2014) – Bobby Drake / Iceman
- Devil's Gate (2017) - Conrad ‘Colt’ Salter
- Hollow in the Land (2017) - Darryl Tarasoff
- Acts of Violence (2018) - Brandon
- Anderson Falls (2020) - Jeff Anderson
- Aftermath (2021) - Kevin Dadich
- The Free Fall (2021) - Nick

### Tv-serier
- Katts and Dogs (et afsnit, 1989)
- The Ray Bradbury Theater (et afsnit, 1992) – Charlie
- Flash Forward (1 afsnit, 1997) – Gord
- Real Kids, Real Adventures (1 afsnit, 1999) – Aaron Hall
- Animorphs (11 afsnit, 1998-2000) – Jake Berenson
- Earth: Final Conflict (et afsnit, 2000) – Max
- The Famous Jett Jackson (et afsnit, 2000) – Chet
- In a Heartbeat (20 afsnit, 2000-2001) – Tyler Connell
- The Outer Limits (et afsnit, 2001) – Morris Shottwell
- Smallville (to afsnit, 2002-2004) – Eric Summers
- Earthsea (2004) – Ged
- The Following (2013) – Agent Mike Weston